# MasterChef Italia (dodicesima edizione)
La dodicesima edizione del talent show culinario MasterChef Italia, composta da 12 puntate e 24 episodi, è andata in onda in prima serata su Sky Uno dal 15 dicembre 2022 al 2 marzo 2023. La giuria è composta da Bruno Barbieri, Antonino Cannavacciuolo e Giorgio Locatelli. La produzione è a carico di Endemol Shine.
A risultare vincitore Edoardo Franco, di Varese, che si è aggiudicato un assegno di 100 000 €, la pubblicazione di un libro di ricette e la possibilità di frequentare un corso di cucina presso l'Alma. Il libro è stato pubblicato nel marzo 2023 dalla casa editrice Baldini+Castoldi e si intitola "Daje!". (ISBN 979-1254940594)
La trasmissione è disponibile anche nelle piattaforme pay Now e Sky Go. Anche per questa edizione, la radio partner è RTL 102.5. È replicata su TV8 dal 15 marzo al 24 maggio 2024, più di un anno dopo rispetto al passaggio pay.

## Concorrenti
| Nome                    | Età | Occupazione                       | Provenienza                   | Classifica | Prove vinte | Individuali | In brigata |
| ----------------------- | --- | --------------------------------- | ----------------------------- | ---------- | ----------- | ----------- | ---------- |
| Edoardo Franco          | 26  | Disoccupato                       | Varese                        | 1º         | 6           | 5           | 1          |
| Hue Dinh Thi            | 27  | Project assistant                 | Firenze                       | 2º         | 5           | 2           | 3          |
| Antonio "Bubu" Gargiulo | 19  | Studente di archeologia           | Assemini (CA)                 | 2º         | 8           | 7           | 1          |
| Mattia Tagetto          | 38  | Gestore d'enoteca                 | Bolzano                       | 4º         | 10          | 5           | 5          |
| Sara Messaoudi          | 27  | Impiegata                         | Pradalunga (BG)               | 5º         | 5           | 1           | 4          |
| Roberto Resta           | 34  | Progettista meccanico             | Codogno (LO)                  | 6º         | 3           | 0           | 3          |
| Lavinia Scotto          | 22  | Studentessa di economia           | Chieri (TO)                   | 7º         | 4           | 1           | 3          |
| Francesco Saragò        | 29  | Cameriere                         | Roma                          | 8º         | 3           | 2           | 1          |
| Leonardo Colavito       | 20  | Studente di economia              | Altopiano della Vigolana (TN) | 9º         | 2           | 0           | 2          |
| Laura Manili            | 31  | Architetto                        | Sant'Angelo Romano (RM)       | 10º        | 2           | 0           | 2          |
| Ollivier Stemberger     | 45  | Manager di beni di lusso          | Parma                         | 11º        | 5           | 3           | 2          |
| Nicola Longanesi        | 20  | Studente di scienze gastronomiche | Bagnacavallo (RA)             | 12º        | 1           | 1           | 0          |
| Silvia Zummo            | 56  | Imprenditrice                     | Caserta                       | 13º        | 2           | 0           | 2          |
| Giuseppe Carlone        | 43  | Direttore di laboratorio medico   | Bari                          | 14º        | 3           | 1           | 2          |
| Ivana Santomo           | 60  | Segretaria parlamentare           | Roma                          | 15º        | 1           | 1           | 0          |
| Francesca Filippone     | 39  | Export manager                    | Rancio Valcuvia (VA)          | 16º        | 1           | 1           | 0          |
| Letizia Borri           | 25  | Operatrice socio sanitaria        | Carpi (MO)                    | 17º        | 1           | 1           | 0          |
| Francesco Girardi       | 33  | Fotografo                         | Cesena                        | 18º        | 1           | 1           | 0          |
| Rachele Rossi           | 34  | Sales manager                     | Rho (MI)                      | 19º        | 1           | 0           | 1          |
| Luciana Battistini      | 74  | Pensionata                        | Milano                        | 20º        | 2           | 1           | 0          |

## Dettaglio delle puntate

### Prima puntata
Data: giovedì 15 dicembre 2022

#### Episodi 1 e 2 (selezioni)
I primi due episodi si concentrano sui live cooking: ogni aspirante concorrente deve preparare il proprio piatto sulla base degli alimenti scelti in precedenza nella dispensa a loro disposizione. Chiunque riceva almeno due sì, dovrà affrontare le prove tecniche, al contrario verrà scartato. Qualora un concorrente presenti un piatto valido e quindi riceva tre sì, accede direttamente alla MasterClass, inoltre rispetto all'edizione precedente, il grembiule grigio è stato reintrodotto. Accedono direttamente alla MasterClass Francesca F., Laura, Antonio G. "Bubu", Hue, Rachele, Edoardo, Francesco S., Sara e Silvia.

### Seconda puntata
Data: 22 dicembre 2022

#### Episodio 3 (selezioni)
Le selezioni continuano: ogni aspirante concorrente deve preparare il proprio piatto sulla base degli alimenti scelti in precedenza nella dispensa a loro disposizione. Chiunque riceva almeno due sì, dovrà affrontare le prove tecniche, al contrario verrà scartato. Qualora un concorrente presenti un piatto valido e quindi riceva tre sì, accede direttamente alla MasterClass, inoltre rispetto all'edizione precedente, il grembiule grigio è stato reintrodotto. Accedono direttamente alla MasterClass: Nicola (precedente concorrente della seconda edizione di Junior MasterChef Italia), Luciana e Francesco G.

#### Episodio 4 (prove di abilità)
Nelle prove di abilità i 20 concorrenti selezionati affrontano tre step per poter conquistarsi il grembiule bianco. Al termine del tempo previsto gli aspiranti chef che svolgono un buon lavoro entrano nella cucina di Masterchef, mentre chi delude le aspettative, oppure commette gravi errori viene eliminato. 
Nella prima prova gli aspiranti concorrenti devono sgusciare cozze, vongole e fasolari e aprire ricci e granchi reali per servire un piatto completo di tutti i molluschi e crostacei appena elencati sgusciati nel modo corretto. Entra Leonardo, mentre Davide e Chanpen "Luna" si tolgono il grembiule.
Nella seconda prova, invece, gli aspiranti concorrenti devono aprire un pagro a libro (Sfilettarlo senza dividerlo in due parti e lasciandolo unito alla coda) e un piccione a guanto (Saper disossare il piccione e togliere la carcassa mantenendo però la pelle integra). Entrano Lavinia, Ivana e Roberto, mentre Antonio D., Federica, Gennaro, Margherita, Alessio, Sofia e Francesco D. lasciano la gara.
Infine nella terza ed ultima prova, gli aspiranti concorrenti rimasti devono realizzare un'idea originale di toast farcito utilizzando gli ingredienti usati nelle prove precedenti e quelli presenti nella dispensa. Entrano Letizia, Giuseppe, Ollivier e Mattia, mentre Andrea, Aurora, Francesca M. e Vincenzo vengono eliminati. 

### Terza puntata
Data: 29 dicembre 2022

#### Episodio 5
Partecipanti: Bubu, Edoardo, Francesca, Francesco G., Francesco S., Giuseppe, Hue, Ivana, Laura, Lavinia, Leonardo, Letizia, Luciana, Mattia, Nicola, Ollivier, Rachele, Roberto, Sara, Silvia.
- Golden Mystery Box
  - Ospite: Iginio Massari
  - Ingrediente da utilizzare: cioccolato, I concorrenti devono scegliere se inserire il cioccolato in un piatto dolce o salato.
  - Piatti migliori: C.C. Cervo e cioccolato (Francesco G.), Cioccolato, cervo e melanzane (Mattia), Una sera di settembre (Letizia), Filetto e fondente (Bubu), Bunet Chawanmushi (Francesca), A cena fuori con Ale (Lavinia), Agnello al cioccolato, dolce un po' salato (Nicola), La sfera scoppiata (Ollivier), Il tortino suona sempre due volte (Ivana), Il lato positivo (Francesco S.), 33 gnocchetti divennero 3 (Edoardo).
  - Vincitori: Francesco G., Letizia, Ollivier, Edoardo, Mattia, Ivana, Francesco S., Francesca, Bubu. I concorrenti si aggiudicano l’immunità e passano direttamente alla prova in esterna.
- Invention Test:
  - Prova: realizzare un piatto utilizzando come ingredienti principali pane e pomodoro.
  - Piatto migliore: Il calore del sole (Luciana).
  - Piatti peggiori: Pomodoro mio (Leonardo), Antipasto alla mediterranea (Lavinia), Frisella e gazpacho (Rachele).
  - Piatto peggiore: Lavinia. I giudici decidono di non eliminare nessun concorrente, mandando direttamente al Pressure Test Lavinia.

#### Episodio 6
Partecipanti: Bubu, Edoardo, Francesca, Francesco G., Francesco S., Giuseppe, Hue, Ivana, Laura, Leonardo, Letizia, Luciana, Mattia, Nicola, Ollivier, Rachele, Roberto, Sara, Silvia.
- Prova in esterna
  - Sede: Ponte Vecchio di Bassano del Grappa.
  - Ospiti:  35 contadini bassanesi.
  - Ospite speciale: Antonio Lorenzon (vincitore della nona edizione di MasterChef Italia)
  - Squadra blu:  Luciana (caposquadra), Ivana, Bubu, Letizia, Francesca, Edoardo, Nicola, Ollivier e Francesco G.
  - Squadra rossa: Roberto (caposquadra), Hue, Leonardo, Rachele, Giuseppe, Sara, Francesco S., Mattia, Silvia e Laura.
  - Piatti del menu: Asparagi fritti in pastella con maionese, Gnocchi di patate con cuore di Asiago con asparagi (squadra blu), Uovo barzotto e asparagi con salsa olandese, Bigoli con asparagi di Bassano (squadra rossa), Baccalà mantecato con contorno creativo (entrambe le squadre).
  - Vincitori: squadra rossa.
- Pressure Test
  - Sfidanti:  Bubu, Edoardo, Francesca, Francesco G., Ivana, Lavinia, Letizia, Luciana, Nicola, Ollivier.
  - Prova: preparare un purè di patate alla maniera di Joël Robuchon.
  - Eliminata: Luciana.

### Quarta puntata
Data: 5 gennaio 2023

#### Episodio 7
Partecipanti: Bubu, Edoardo, Francesca, Francesco G., Francesco S., Giuseppe, Hue, Ivana, Laura, Lavinia, Leonardo, Letizia, Mattia, Nicola, Ollivier, Rachele, Roberto, Sara, Silvia.
- Black Mystery Box
  - Prova: a differenza delle precedenti prove, i giudici assaggeranno solamente i piatti peggiori. I tre peggiori si sfideranno tra loro al Pressure Test, mentre il concorrente che ha cucinato meglio si aggiudicherà una lezione di cucina con lo chef Davide Caranchini.
  - Tema: varietà di sale e pepe.
  - Ingredienti: pepe: pimento della Giamaica, pepe lungo di Java, pepe di Sichuan, pepe Tellicherry, pepe cubeben; sale: sale affumicato della Danimarca, sale di Cipro, sale delle Alpi austriache, sale kala namak, sale rosa delle Ande. Gli aspiranti chef dovranno inserire nel loro piatto un tipo di sale e di pepe a loro scelta.
  - Vincitore: Nicola.
  - Piatti peggiori: Ricordo di un’impepata di cozze (Bubu), Ricordo dei pepi con le zucchine (Silvia), Un mare piccante (Giuseppe), Da Trapani a Java andata e ritorno (Rachele), La mia Pathong (Letizia).
  - Peggiori: Giuseppe, Rachele, Letizia.
- Pressure Test
  - Sfidanti: Giuseppe, Letizia, Rachele.
  - Prova: realizzare una blanquette di pollo.
  - Eliminata: Rachele.

#### Episodio 8
Partecipanti: Bubu, Edoardo, Francesca, Francesco G., Francesco S., Giuseppe, Hue, Ivana, Laura, Lavinia, Leonardo, Letizia, Mattia, Nicola, Ollivier, Roberto, Sara, Silvia.
- Skill Test
  - Tema: piatti italiani diffusi all’estero.
  - Ospite: Davide Scabin.
  - Primo step: realizzare un piatto di gnocchi al pesto genovese (si salvano Edoardo, Francesco S., Hue, Lavinia, Ollivier).
  - Secondo step: realizzare un piatto di spaghetti alla chitarra con sugo di pomodoro e pallotte fritte (si salvano Bubu, Francesca, Giuseppe, Nicola, Roberto).
  - Terzo step: realizzare una milanesa a la napolitana (si salvano Ivana, Laura, Leonardo, Mattia, Sara, Silvia).
  - Eliminati: Francesco G. e Letizia.

### Quinta puntata
Data: 12 gennaio 2023

#### Episodio 9
Partecipanti: Bubu, Edoardo, Francesca, Francesco S., Giuseppe, Hue, Ivana, Laura, Lavinia, Leonardo, Mattia, Nicola, Ollivier, Roberto, Sara, Silvia.
- Mystery Box
  - Prova: Gli aspiranti chef dovranno cucinare un piatto con degli ingredienti scelti dai giudici.
  - Piatti migliori: Pau (Lavinia), Barbieri (Sara), Triglia, bufala e zuppetta di scarola (Bubu), Boom! (Leonardo).
  - Vincitore: Bubu.
- Invention Test
  - Prova: Gli aspiranti chef dovranno scegliersi il proprio avversario, e fare la spesa per il proprio avversario, ma solo dopo aver terminato la spesa sapranno che cucineranno in coppia.
  - Coppie formate: Bubu-Nicola, Edoardo-Leonardo, Francesca-Silvia, Francesco S.-Sara, Giuseppe-Mattia, Hue-Ollivier, Ivana-Laura, Lavinia-Roberto.
  - Piatto migliore: Gli opposti si attraggono (Giuseppe-Mattia)
  - Piatto peggiore: Orecchie da mercante (Ivana-Laura). I giudici decidono di non eliminare nessun concorrente, mandando direttamente al Pressure Test Ivana e Laura.

#### Episodio 10
Partecipanti: Bubu, Edoardo, Francesca, Francesco G., Francesco S., Giuseppe, Hue, Lavinia, Leonardo, Mattia, Nicola, Ollivier, Roberto, Sara, Silvia.
- Prova in esterna
  - Sede: Tropea
  - Ospiti:  35 calabresi doc
  - Squadra blu: Giuseppe (caposquadra), Edoardo, Nicola, Leonardo, Francesca, Silvia, Francesco S.
  - Squadra rossa: Mattia (caposquadra), Roberto, Ollivier, Sara, Hue, Bubu, Lavinia
  - Piatti del menu: menù libero a base di cipolla di Tropea (entrambe le squadre).
  - Vincitori: squadra rossa.
- Pressure Test
  - Sfidanti: Edoardo, Francesca, Francesco S., Giuseppe, Ivana, Laura, Leonardo, Nicola, Silvia.
  - Prova: preparare una crêpe suzette.
  - Eliminata: Francesca.

### Sesta puntata
Data: 19 gennaio 2023

#### Episodio 11
Partecipanti: Bubu, Edoardo, Francesco S., Giuseppe, Hue, Ivana, Laura, Lavinia, Leonardo, Mattia, Nicola, Ollivier, Roberto, Sara, Silvia.
- Mystery Box
  - Tema: varietà di conserve.
  - Prova: Gli aspiranti chef dovranno realizzare un piatto scegliendo a piacere tra le conserve presenti nella Mystery e aggiungendo tre ingredienti presi dalla dispensa.
  - Ingredienti: barbabietola marinata al miele, pasta di arance arrosto, salsa neurone, giardiniera di verdure, amatriciana di pesce, composta di pesca e citronella, muddica atturata, mostarda, strawberry spread, mosto d’uva.
  - Piatti migliori: Sfida in comfort zone (Lavinia), Triglia from Sicily (Laura), Sapori del sud (Ollivier).
  - Vincitore: Ollivier.
- Invention Test
  - Tema: il comfort food.
  - Prova: Gli aspiranti chef dovranno realizzare un supplì interpretandolo a proprio piacimento e scegliendo i propri ingredienti dalla dispensa.
  - Ospite: Jacopo Mercuro.
  - Piatto migliore: La mia parmigiana (Bubu).
  - Piatti peggiori: Le cose che restano (Ivana), Supplì orecchiette vongole e cicoria (Roberto), Il cuscus nel supplì (Sara). I giudici decidono di non eliminare nessun concorrente, mandando direttamente al Pressure Test Ivana, Roberto e Sara.

#### Episodio 12
Partecipanti:  Bubu, Edoardo, Francesco S., Giuseppe, Hue, Laura, Lavinia, Leonardo, Mattia, Nicola, Ollivier, Silvia.
- Prova in esterna
  - Sede: Cascata delle Marmore
  - Ospiti: 35 ternani doc.
  - Squadra blu: Bubu (caposquadra), Edoardo, Francesco S., Hue, Leonardo, Nicola,
  - Squadra rossa: Silvia (caposquadra), Giuseppe, Laura, Lavinia, Mattia, Ollivier
  - Piatti del menu: Pesce di lago fritto con patate e salsa alla cipolla (squadra blu), Polpette di cinghiale alla cacciatora con funghi fritti (squadra rossa), Ciriole alla ternana, Pampepato (entrambe le squadre).
  - Vincitori:  squadra rossa.
- Pressure Test
  - Sfidanti: Bubu, Edoardo, Francesco S., Hue, Ivana, Leonardo, Nicola, Roberto e Sara.
  - Prova: rivisitare un minestrone vegetale in maniera innovativa.
  - Eliminata: Ivana.

### Settima puntata
Data: 26 gennaio 2023

#### Episodio 13
Partecipanti: Bubu, Edoardo, Francesco S., Giuseppe, Hue, Laura, Lavinia, Leonardo, Mattia, Nicola, Ollivier, Roberto, Sara, Silvia.
- Black Mystery Box
  - Prova: i giudici assaggeranno solamente i piatti peggiori. I tre peggiori si sfideranno tra loro al Pressure Test, mentre il concorrente che ha cucinato meglio si aggiudicherà una lezione di cucina al MasterChef Magazine. Gli aspiranti chef dovranno assaggiare e saper riconoscere dieci ingredienti con il formato di gelatina, gli ingredienti riconosciuti potranno essere utilizzati nel piatto da cucinare.
  - Ingredienti: basilico, mango, filetto di manzo, salmone affumicato, parmigiano, porro, cocco, lamponi, aceto balsamico, piselli.
  - Vincitore: Edoardo.
  - Piatti peggiori: … (Mattia), Tre sei nove (Lavinia), Nel prato (Hue), Un dolce salato (Giuseppe), Tanto mango (Francesco S.).
  - Peggiori: Mattia, Lavinia, Giuseppe.
- Pressure Test
  - Sfidanti: Giuseppe, Lavinia, Mattia.
  - Prova: realizzare un piatto utilizzando gli abbinamenti di ingredienti proposti dai giudici.
  - Assegnazioni del vincitore della Mystery Box: sedano rapa e lavanda (Mattia), cocomero e alici (Lavinia), sogliola di Dover e caffè (Giuseppe).
  - Eliminato: Giuseppe.

#### Episodio 14
Partecipanti: Bubu, Edoardo, Francesco S., Hue, Laura, Lavinia, Leonardo, Mattia, Nicola, Ollivier, Roberto, Sara, Silvia.
- Skill Test
  - Tema: i sensi.
  - Ospite:  Jeremy Chan.
  - Primo step: realizzare un piatto utilizzando la guancia di maiale, che verrà giudicato solo esteticamente senza essere assaggiato (si salvano Bubu, Edoardo, Nicola).
  - Secondo step: realizzare un piatto con degli ingredienti amari a piacere tra quelli messi a disposizione, che sia perfettamente bilanciato nonostante il gusto amaro degli ingredienti proposti (si salvano Hue, Laura, Lavinia, Mattia, Roberto, Sara).
  - Terzo step: replicare il piatto preparato dello chef assaggiato da bendati (si salvano Francesco S., Leonardo, Ollivier).
  - Eliminata: Silvia.

### Ottava puntata
Data: 2 febbraio 2023

#### Episodio 15
Partecipanti: Bubu, Edoardo, Francesco S., Hue, Laura, Lavinia, Leonardo, Mattia, Nicola, Ollivier, Roberto, Sara.
- Golden Mystery Box
  - Tema: i piatti della tradizione italiana vegetariani.
  - Prova: Gli aspiranti chef dovranno realizzare un piatto povero vegetariano, rendendolo moderno.
  - Piatti migliori: Il miracolo (Hue), Marocco Holidays (Sara), Le donne di casa (Nicola), Babushka (Edoardo), Storia di una vignarola con furto (Laura), Cipolla al quadrato (Mattia).
  - Vincitori: Hue, Sara, Edoardo, Mattia. I concorrenti si aggiudicano l’immunità e passano direttamente alla prova in esterna.
- Invention Test:
  - Tema: la pasticceria.
  - Ospite: Gianluca Fusto.
  - Prova: realizzare un dolce a propria fantasia, che sia di pastafrolla e che contenga la crema e la frutta.
  - Piatto migliore: Tropical fusion (Ollivier), Frollanghe (Lavinia).
  - Piatti peggiori: 6 a 2 per la crostata (Roberto), Tsunami (Laura), Millefoglie (Nicola).
  - Eliminato: Nicola.

#### Episodio 16
Partecipanti:  Bubu, Edoardo, Francesco S., Giuseppe, Hue, Laura, Lavinia, Leonardo, Mattia, Ollivier, Roberto.
- Prova in esterna
  - Sede: Valle del Monte Cervino
  - Ospiti: 25 guide alpine
  - Squadra blu:  Ollivier (caposquadra), Edoardo, Hue, Laura, Bubu, Francesco S.
  - Squadra rossa:  Lavinia (caposquadra), Mattia, Roberto, Sara, Leonardo.
  - Piatti del menu: Sêupa a la vapelenentse, Cordon bleu alla valdostana con insalata di mele Renette, daikon e maionese (squadra blu), Sformatino di pasta brisè con porri e lardo di Arnad con salsa ai frutti rossi, Capriolo alle erbe con polenta concia valdostana (squadra rossa).
  - Vincitori: squadra rossa
- Pressure Test
  - Sfidanti:  Ollivier, Edoardo, Hue, Laura, Bubu, Francesco S.
  - Prova:  realizzare un piatto di pasta seguendo la tecnica scelta dal proprio avversario.
  - Eliminato: Ollivier.

### Nona puntata
Data: 9 febbraio 2023

#### Episodio 17
Partecipanti: Bubu, Edoardo, Francesco S., Hue, Laura, Lavinia, Leonardo, Mattia, Roberto, Sara. 
- Mystery Box
  - Tema: l’alta cucina.
  - Ospite: Giancarlo Perbellini.
  - Ingredienti: controfiletto di wagyu, granchio reale, plancton, starna, guance di rana pescatrice, wasabi, zucchina pâtisson bianca, morlacco, foglie d’ostrica, succo d’uva.
  - Piatti migliori: Oltre (Mattia), Wagyu al cucchiaio (Francesco S.), Il mio prossimo viaggio (Lavinia), Non ci ho pensato (Hue).
  - Vincitore: Mattia.
- Invention Test
  - Prova: replicare uno dei piatti proposti dallo chef Perbellini.
  - Proposte: Chef Européen du poisson, Aragosta Thermidor. Mattia ha il vantaggio di scegliere il piatto da replicare per sé e di assegnare ad ogni avversario quello che preferisce. Assegna la prima proposta a Bubu, Edoardo, Laura, Leonardo e Roberto, la seconda a se stesso, Francesco S., Hue, Lavinia e Sara.
  - Piatto migliore: Hue.
  - Piatti peggiori: Bubu, Laura, Mattia.
  - Eliminato: Laura. I giudici decidono di mandare Bubu direttamente al Pressure Test.

#### Episodio 18
Partecipanti: Edoardo, Francesco S., Hue, Lavinia, Leonardo, Mattia, Roberto, Sara.
- Prova in esterna
  - Sede: Milano, Hotel NH Collection CityLife.
  - Ospiti: 10 chef internazionali.
  - Squadra blu: Hue (caposquadra), Mattia, Sara ed Edoardo.
  - Squadra rossa: Francesco (caposquadra), Lavinia, Leonardo e Roberto.
  - Menù:
  - Vincitori: squadra blu.
- Pressure test
  - Sfidanti: Leonardo, Lavinia, Roberto, Bubu e Francesco S..
  - Prova: realizzare un piatto in 30 minuti con gli ingredienti nel carrello. L'orologio viene stoppato da ogni singolo concorrente e, in caso di sconfitta, utilizzeranno il tempo e gli ingredienti rimasti per gli step successivi.
  - Eliminato: Leonardo.

### Decima puntata
Data: 16 febbraio 2023

#### Episodio 19
Partecipanti: Bubu, Edoardo, Francesco S., Hue, Lavinia, Mattia, Roberto, Sara.
- Mystery Box
  - Tema: l'amuse-bouche.
  - Prova: realizzare un amuse-bouche impiattando in uno dei contenitori appositi trovati sotto la Mystery Box.
  - Piatti migliori: Nuvole romane (Francesco), Marhaba (Sara), Piccione viaggiatore (Roberto).
  - Vincitore: Francesco.
- Invention Test
  - Tema: i pre-dessert.
  - Assegnazioni del vincitore della Mystery Box: piselli e finocchio (Francesco), dulce de leche e pasta di fagioli azuki (Sara), barbabietola e fava tonka (Hue), succo di Yuzu e tè Matcha (Mattia), patata dolce e barattiere (Bubu), cardamomo nero e melanzana (Edoardo), castagne e mela Delicious (Lavinia), cioccolato bianco e mirtilli (Roberto).
  - Piatto migliore: Bari-States (Bubu).
  - Piatti peggiori: Stay tuned (Francesco) e Dolce o salato? (Edoardo).
  - Eliminato: Francesco.

#### Episodio 20
Partecipanti: Bubu, Edoardo, Hue, Lavinia, Mattia, Roberto, Sara.
- Skill Test
  - Tema: l'ispirazione dietro un piatto.
  - Ospite: Enrico Crippa. Lo Chef ha la possibilità di intervenire sulle preparazioni dei concorrenti, aggiungendo o togliendo un ingrediente o uno strumento. Bubu (vincitore dell'Invention Test) può fare una domanda ad ogni step allo Chef.
  - Primo step: realizzare un piatto contenente almeno una preparazione a scelta tra insalata russa e brodo di borsch (si salvano Edoardo, Hue e Sara).
  - Secondo step: realizzare un piatto contenente almeno due preparazioni a scelta tra taglio di sashimi, taco e marinatura (si salva solo Bubu).
  - Terzo step: replicare un piatto portato dallo Chef Crippa a base di rana pescatrice (si salvano Roberto e Mattia).
  - Eliminata: Lavinia

### Undicesima puntata
Data: 23 febbraio 2023

#### Episodio 21
Partecipanti: Bubu, Edoardo, Hue, Mattia, Roberto, Sara.
- Mystery Box
  - Tema: l’identità.
  - Prova: i concorrenti dovranno realizzare un piatto con l’ingrediente scelto per loro dai giudici in quanto, a loro avviso, li rappresenta.
  - Piatti migliori: Un attimo di bellezza (Hue), Kimchi credeva (Roberto), Viaggiare in Oriente (Bubu).
  - Vincitore: Bubu.
- Invention Test:
  - Tema: il Baru Gongyang.
  - Ospite: la monaca Jeong Kwan.
  - Prova: realizzare un piatto ispirato alla cucina templare coreana utilizzando gli ingredienti vegani a disposizione.
  - Piatto migliore: La mano invisibile (Mattia).
  - Piatto peggiore: Confusione (Roberto).
  - Eliminato: Roberto.

#### Episodio 22
Partecipanti: Bubu, Edoardo, Hue, Mattia, Sara.
- Prova in esterna
  - Sede: Mentone, Ristorante Mirazur
  - Ospite: Mauro Colagreco
  - Piatti del menù: Flan di mare con cannolicchi e fiori di borragine (Sara), Scampo ai fiori di osmanto (Mattia), Astice alla vaniglia con sedano rapa (Bubu), Torta di carciofi (Edoardo), Mousseline allo zafferano (Hue).
  - Vincitore: Bubu.
- Pressure Test
  - Sfidanti: Edoardo, Hue, Mattia, Sara.
  - Primo step: realizzare un piatto utilizzando quattro degli ingredienti scelti a catena su sei a disposizione (si salva Hue).
  - Secondo step: cucinare con i due ingredienti restanti (si salvano Edoardo e Mattia).
  - Eliminata: Sara.

### Dodicesima puntata
Data: 2 marzo 2023

#### Episodio 23 (semifinale)
Partecipanti: Bubu, Edoardo, Hue, Mattia.
- Mistery Box
  - Tema: il vegetale.
  - Ospite: Clare Smyth
  - Prova: rendere protagonista il vegetale con ingredienti scelti su misura per i 4 dalla chef.
  - Piatto migliore: Il mais ha mangiato il pollo (Edoardo). Il vincitore accede direttamente alla prova finale.
- Invention Test
  - Ingredienti: sedano, porro, ravanello.
  - Prova: rendere protagonista uno dei tre ingredienti e cucinarlo in 3 modi diversi. Bubu e Mattia scelgono il porro mentre Hue sceglie il ravanello.
  - Vincitori: Bubu e Hue.
  - Eliminato: Mattia.

#### Episodio 24 (finale)
Partecipanti: Bubu, Edoardo, Hue.
- Ristorante di Masterchef:
  - Menù degustazione Tuttomondo di Edoardo: Medievale ma non troppo, Ravioli kebab, Capesante al curry, Matrimonio in bianco.
  - Menù degustazione La sinfonia di stagione di Hue: Giardino di primavera, Universo invernale, Sotto la luce della luna piena d'autunno, Un giorno d'estate a casa.
  - Menù degustazione Io tra isola e golfo di Bubu: Quasi frattau, La spiga nel mare, S'angioni nell'orto, Gioco di pastiera.

- Vincitore della dodicesima edizione di MasterChef Italia: Edoardo

## Ascolti
Non essendo sempre disponibile il solo dato di Sky Uno, sono qui riportati i dati cumulati.
| Puntata    | Episodio | Sky Uno          | Sky Uno                                           | Sky Uno | Fonte  |
| Puntata    | Episodio | Messa in onda    | Telespettatori (Sky Uno/+1, repliche e on demand) | Share   | Fonte  |
| ---------- | -------- | ---------------- | ------------------------------------------------- | ------- | ------ |
| 1- Provini | 1        | 15 dicembre 2022 | 833 000                                           | 3,40%   | [ 5 ]  |
| 1- Provini | 2        | 15 dicembre 2022 | 618 000                                           | 4,10%   | [ 5 ]  |
| 2          | 3        | 22 dicembre 2022 | 839 000                                           | 3,40%   | [ 6 ]  |
| 2          | 4        | 22 dicembre 2022 | 698 000                                           | 4,00%   | [ 6 ]  |
| 3          | 5        | 29 dicembre 2022 | 922 000                                           | 3,80%   | [ 7 ]  |
| 3          | 6        | 29 dicembre 2022 | 706 000                                           | 4,00%   | [ 7 ]  |
| 4          | 7        | 5 gennaio 2023   | 930 000                                           | 3,90%   | [ 8 ]  |
| 4          | 8        | 5 gennaio 2023   | 907 000                                           | 4,90%   | [ 8 ]  |
| 5          | 9        | 12 gennaio 2023  | 1 069 000                                         | 3,90%   | [ 9 ]  |
| 5          | 10       | 12 gennaio 2023  | 823 000                                           | 4,10%   | [ 9 ]  |
| 6          | 11       | 19 gennaio 2023  | 873 000                                           | 3,20%   | [ 10 ] |
| 6          | 12       | 19 gennaio 2023  | 716 000                                           | 3,60%   | [ 10 ] |
| 7          | 13       | 26 gennaio 2023  | 1 022 000                                         | 4,00%   | [ 11 ] |
| 7          | 14       | 26 gennaio 2023  | 905 000                                           | 4,90%   | [ 11 ] |
| 8          | 15       | 2 febbraio 2023  | 951 000                                           | 3,40%   | [ 12 ] |
| 8          | 16       | 2 febbraio 2023  | 730 000                                           | 3,90%   | [ 12 ] |
| 9          | 17       | 9 febbraio 2023  | 489 000                                           | 1,70%   | [ 13 ] |
| 9          | 18       | 9 febbraio 2023  | 372 000                                           | 1,70%   | [ 13 ] |
| 10         | 19       | 16 febbraio 2023 | 803 000                                           | 3,00%   | [ 14 ] |
| 10         | 20       | 16 febbraio 2023 | 683 000                                           | 3,40%   | [ 14 ] |
| Semifinale | 21       | 23 febbraio 2023 | 822 000                                           | 3,20%   | [ 15 ] |
| Semifinale | 22       | 23 febbraio 2023 | 657 000                                           | 3,50%   | [ 15 ] |
| Finale     | 23       | 2 marzo 2023     | 1 015 000                                         | 4,70%   | [ 16 ] |
| Finale     | 24       | 2 marzo 2023     | 956 000                                           | 6,10%   | [ 16 ] |
| Media      | Media    | Media            | 806 000                                           | 3,70%   |        |